# Гастингс, Эдмунд, 1-й барон Гастингс
Эдмунд Гастингс (англ. Edmund Hastings; 1263/1269 — 23/24 июня 1314) — англо-шотландский аристократ, военачальник и администратор, 1-й барон Гастингс из Инчмахома с 1299, второй сын Генри Гастингса и Джоан де Кантелуп. Благодаря поддержке короля Эдуарда I женился на богатой шотландской землевладелице, получив под управление половину графства Ментейт. В 1298—1310 годах играл важную роль в поддерживании английского правления в Шотландии. Погиб в битве при Бэннокбёрне.

## Происхождение
Эдмунд происходил из английского знатного рода Гастингсов. В «Книге Страшного суда» упоминаются 2 брата, Теодерик и Уолтер «Диакон», владевшие рядом земель в Эссексе и Саффолке, однако неизвестно, являлись ли позже упоминаемые Гастингсы их родственниками. Первым достоверно известным предком Эдмунда был Уильям I де Гастингс, стюард короля Генриха I Боклерка, владевший манором Эшель в Норфолке. Внук Уильяма I, Уильям II де Гастингс принимал активное участие в Первой баронской войне против короля Иоанна Безземельного, попав в 1217 году в плен в битве при Линкольне. Сын же Уильяма II, Генри, был сторонником короля Генриха III, участвуя в его военных компаниях. Он женился на Аде Хантингдонской, дочери шотландского принца Давида, графа Хантингдона, брата короля Шотландии Вильгельма I Льва. Ада была одной из наследниц своего бездетного брата Джона, графа Хантингдона и Честера, благодаря чему владения Генри значительно увеличились: король передал ему и его жене «в аренду» поместья, составлявшие треть стоимости графства Честер. Матвей Парижский называет Генри «выдающимся рыцарем и богатым бароном». Его владения располагались в 11 графствах, их ядро находилось в Северном и Западном Мидлендсе.
Наследник Генри и Ады, Генри Гастингс, один из лидеров второй баронской войны на стороне Симона де Монфора. В 1265 году он был вызван в парламент Симоном де Монфором как барон Гастингс, однако этот титул так и не был признан королём. 
Генри был женат на Джоан де Кантелуп, дочери Уильяма III де Кантелупа и Эвы де Браоз. От этого брака родилось двое сыновей и 3 дочери. Наследником был старший из сыновей, Джон. Эдмунд был вторым из сыновей, родившимся в этом браке.

## Биография
Год рождения Эдмунда неизвестен. Поскольку его старший брат родился в мае 1262 года, а отец умер в 1269 году, то сам Эдмунд мог родиться между 1263 и 1269 годами. Около 1271 года умерла и мать Эдмунда.
Впервые в источниках имя Эдмунда появляется 5 января 1293 года, когда король Англии Эдуард I приказал королю Шотландии Иоанну Балиолу освободить Изабелу Комин от обещания не выходить замуж без его согласия, поскольку он в тот момент, когда Шотландия находилась под его управлением, обещал её руку Эдмунду Гастингсу. Сама Изабелла была дочерью Джона Рассела и Изабеллы, графини Ментейт. Изабелла по решению шотландского парламента в 1285 году вместе с первым мужем получила под управление половину графства Ментейт. После того как Эдмунд женился около 1293 года на Изабелле, то получил её владения (без графского титула). Несмотря на то, что после начала шотландских войн ему было трудно контролировать эти владения, его позиции усилились после того как 22 мая 1306 года его старшему брату, Джону Гастингсу, Эдуард I передал конфискованные земли Алана, графа Ментейта.
26 декабря 1295 года Эдуард I возвратил Эдмунду родовые владения Гастингсов в Саффолке, поскольку тот был «верным англичанином, который не перебежал к шотландцам», а 28 августа 1296 года сам Эдмунд присягнул английскому королю как повелителю Шотландии. Кроме того, Гастингс, который был потомком Дэвида, графа Хантингдона, претендовал на земли в Данди и доли в барониях Инверберви (в Кинкардиншире) и Лонгфорган (в Пертшире).
В 1298—1310 годах Эдмунд участвовал в военных походах Эдуарда I в Шотландию. А в 1299 году он был вызван в английский парламент как барон Гастингс из Инчмахома (в Пертшире), став главным феодалом в Ментейте. Позже он до 1313 года включительно получал дальнейшие вызовы в парламент. В начале 1300 года он поддержал английского короля в Аннандейле, а в июле того же года принимал участие в осаде Керлаверока. 12 февраля 1301 года подпись Эдмунда в числе других представителей английской знати стоит на письме папе римскому, в котором тому было сообщено, что король Англии владеет Шотландией «по праву и теперешнему владению», а также что ни один король Англии никогда не отвечал перед иностранцами за дела, затрагивающие его светские права.
В течение нескольких последующих лет Гастингс играл важную роль в поддерживании английского правления в Шотландии. В феврале 1302 года он стал комендантом Берика, в июле 1306 года — хранителем Перта, а в июне 1308 года — одним из трёх военных наместников между Фортом и Оркнейскими островами. В 1310—1311 годах он был констеблем Данди, а в мае 1312 года вернулся в качестве коменданта и шерифа Берика.
Согласно «Annales Londonienses» Эдмунд погиб в битве при Бэннокбёрне 23 или 24 июня 1341 года. Детей у него не упоминается.

## Брак
Жена: примерно с 1293 года Изабелла Рассел (умерла после 1306), дочь Джона Рассела и Изабеллы, графини Ментейт, вдова Уильяма Комина из Киркинтиллоха. Детей в этом браке не было.